# Аурелін (пептид)
Аурелін (англ. aurelin) — антимікробний пептид, що складається з 40 амінокислотних залишків, активний проти грампозитивних і грамнегативних бактерій; виділений із мезоглеї сцифоїдної медузи аурелії (Aurelia aurita).

## Структура
Препроаурелін із 84 амінокислотними залишками містить передбачуваний сигнальний пептид (22 амінокислоти) і пропептид такого ж розміру (22 амінокислоти), які видаляються; молекулярна маса зрілого пептиду 4297 Da.
Амінокислотна послідовність препроауреліну: MGCFKVLVLF AAILCMSLLV CAEDEVNLQA QIEEGPMEAI RSRRAACSDR AHGHICESFK SFCKDSGRNG VKLRANCKKT CGLC; 
амінокислотна послідовність зрілого пептиду: AACSDRAHGH ICESFKSFCK DSGRNGVKLR ANCKKTCGLC.
Аурелін являє собою компактну глобулу, що має дві α-спіральні ділянки, які зшиті трьома дисульфідними зв'язками (в позиціях цистеїнів 47-84, 56-77 та 63-81).
Аурелін не має структурної гомології з будь-якими  антимікробними пептидами, але виявляє часткову подібність як до дефензинів, так і до токсинів, що блокують K+ канали морських анемон, і належить до сімейства доменів ShKT.

## Властивості
Аурелін активний проти грампозитивної лістерії Listeria monocytogenes та грамнегативної Escherichia coli.